# 維斯古伯山
46°54′01″N 8°05′01″E / 46.900214°N 8.083488°E

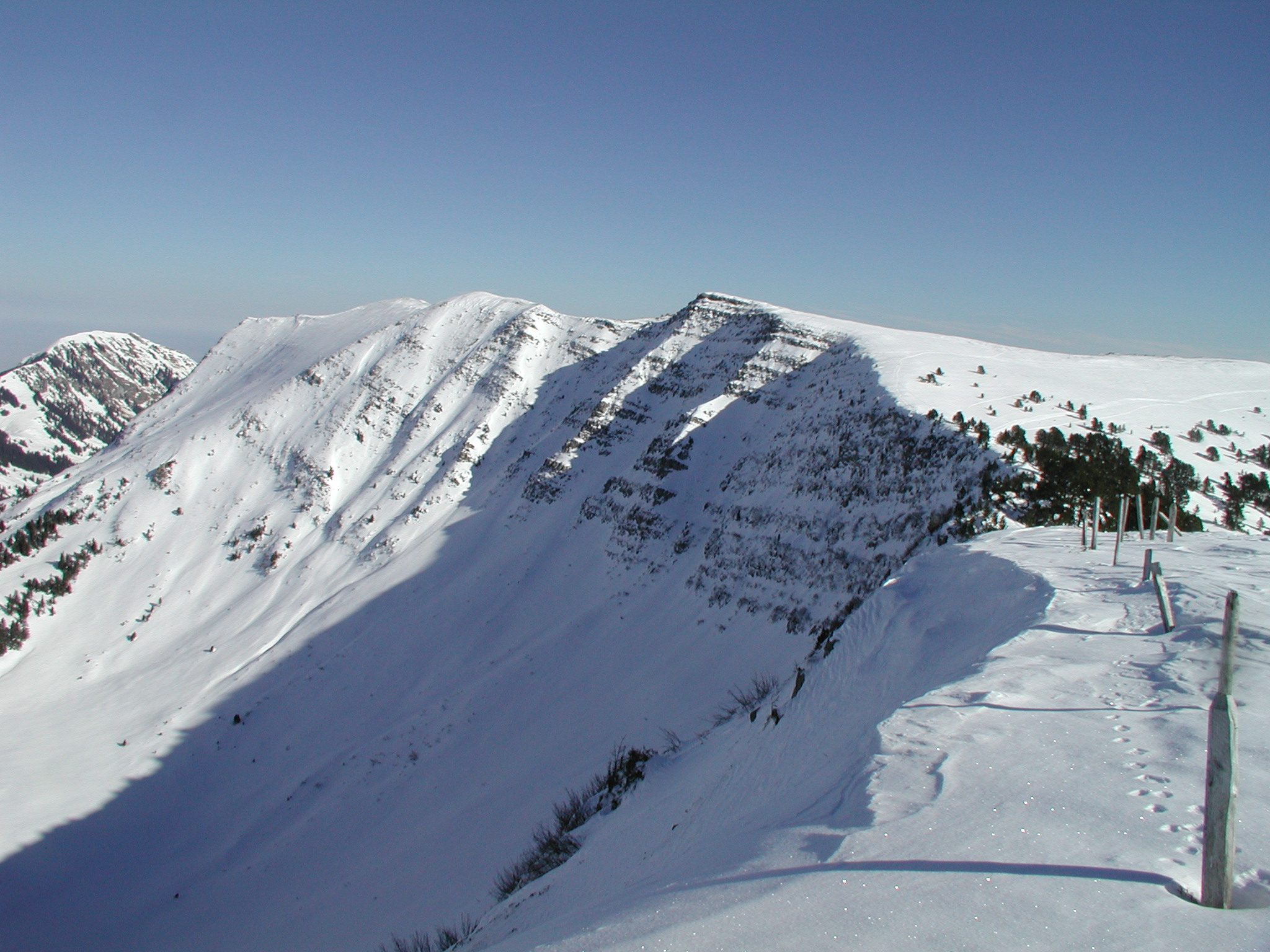

維斯古伯山（Wissguber），是瑞士的山峰，位於該國中部，處於盧塞恩州和上瓦爾登州接壤的邊界，距離菲爾斯泰因山0.9公里，海拔高度1,941米，每年平均降雨量2,465毫米。